# Franco Nicastro
Franco Nicastro (Bivona, 7 agosto 1930 – Palermo, 6 maggio 2023) è stato un giornalista e saggista italiano, cultore della storia dell'Autonomia siciliana.

## Biografia
Di formazione cattolica, laureato in lettere, fu direttore e redattore di riviste politiche (Sicilia Domani) ed economiche (Ems informazioni), e consulente dei presidenti della Regione Siciliana Giuseppe D’Angelo (1961-1964) e Angelo Bonfiglio (1974-1978).
Vice direttore del servizio studi della Sicilcassa fino al 1993, al tempo secondo istituto di credito siciliano, curò per un decennio (1983-1992) la redazione della rivista ufficiale Economia e Credito e di quella aziendale Sicilcassa notizie..
Ebbe l'opportunità di seguire dall'interno di istituzioni politiche e amministrative regionali (giunta di governo ed enti pubblici economici) le vicende dell'autonomia speciale, analizzandole in volumi, saggi, studi e articoli. In particolare pubblicò scritti sulle riviste mensili Cronache parlamentari siciliane, edita dall'Assemblea Regionale Siciliana, su Quaderni dell'Autonomia, e, con Romolo Menighetti, su Segno. 
Scrisse anche numerosi volumi sulla storia della Sicilia dal dopoguerra, e sul milazzismo.
È scomparso nel maggio 2023, a 92 anni.

## Opere
- Storia dell'Autonomia siciliana. Dal fascismo allo Statuto, (con Romolo Menighetti), Ediprint, Siracusa 1987
- Storia dell'Autonomia siciliana. Dalla Regione pensata al governo Alessi, (con Romolo Menighetti), Ediprint, 1990
- Storia della Sicilia Autonoma, (con Romolo Menighetti), Salvatore Sciascia editore, Caltanissetta-Roma 1998
- L'eresia di Milazzo, (con Romolo Menighetti), Salvatore Sciascia editore, Caltanissetta-Roma 2000
- History Of Autonomous Sicily, (with Romolo Menighetti), Legas, Mineola, USA 2001[5]
- Giuseppe D'Angelo: il democristiano che sfidò la mafia, le mafie e l'Antimafia, Ila Palma, Palermo 2003
- Mafia e partiti. Il bifrontismo del P.C.I., (IV volumi), Ila Palma, Palermo 2004-2008
- Assemblea regionale siciliana 1947 2007, (a cura), L'Epos, Palermo 2007
- Franco Restivo, viceré della Sicilia autonoma, (con Romolo Menighetti), Ila Palma Italo-americana, Palermo 2010
- Esule in patria: Luigi Sturzo nella politica nazionale e regionale del dopoguerra. Il milazzismo, Ila Palma, Palermo 2010
- L'USCS in fumo. La fine del milazzismo e dei suoi derivati, Salvatore Sciascia editore, 2014